# 三城 (田纳西州)

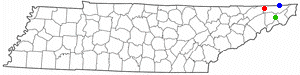
三城在田纳西州的位置。
金斯波特
布里斯托爾
約翰遜市

三城地区（英文：Tri-Cities），是指位於美國田纳西州和弗吉尼亚州內的一塊由布里斯托尔、金斯波特和约翰逊城三個城市圍繞以及和田纳西州东北部和弗吉尼亚州西南部的一個地區。這三个主要城市都是位于田纳西州的东北端，而其中的布里斯托尔更於弗吉尼亚州有一個雙子城名叫布里斯托爾。 

## 概述
三城地區原本是一個单獨的都會统计区。於2000年代，因為美国人口调查局修订了市区的定义，因此三城地區變成了联合统计区。三城地區主要由兩個都會區組成：约翰逊城都会区和金斯波特-布里斯托尔-布里斯托尔都會区。根據2008年7月1日的估計，三城地區擁有人口500,538人。而根據2000年人口普查，三城地區的人口下降至480,091人。

## 人口统计
根據2000年人口普查，三城擁有480,091人口、199,218住戶和138,548家庭。三城的人口是由 96.22%白人、2.12%黑人、0.20%土著、0.40%亞洲人、0.02%太平洋岛民、0.02%其他種族和0.74%混血构成。而西班牙裔或拉丁美洲人僅佔人口0.92%。
三城的住戶而收入中位數為$30,331，而家庭收入中位數則為$37,254。男性的收入中位數為$29,561，而女性的收入中位數則為$21,014。三城的人均收入為$16,923。

## 交通运输
三城地区有两条州际高速公路，多条美国国道，以及一座区域性机场。

### 州际高速公路
- 26號州際公路
- 81號州際公路

### 美国国道
- 11號美國國道
  -  11E號美國國道
    - 
 11E號美國國道商業線

  -  11W號美國國道
- 19號美國國道
  -  19E號美國國道
  -  19W號美國國道
- 23號美國國道
  - 
 23號美國國道商業線
- 58號美國國道
  - 
 US 58 Alt.
  - 
 58號美國國道商業線
- 321號美國國道
  - 
 321號美國國道貨車線
- 421號美國國道
  - 
 421號美國國道商業線

### 机场
- 三城机场（Tri-Cities Regional Airport），IATA: TRI，ICAO: KTRI，FAA LID: TRI。

## 全美城市奖
全美城市奖設立於1949年，每年都會由全国公民联盟頒發予10個美國城市。於1999年，三城獲得了全美城市奖。

## 联合统计区

### 組成
- 田纳西州
  - 卡特縣
  - 格林縣
  - 漢考克縣
  - 霍金斯縣
  - 約翰遜縣
  - 沙利文縣
  - 尤尼科伊縣
  - 華盛頓縣

- 弗吉尼亚州
  - 布里斯托爾（獨立城市）
  - 斯科特郡
  - 華盛頓縣

### 社区

#### 擁有逾50,000人口的地區
- 约翰逊城（主要城市）
- 金斯波特（主要城市）

#### 擁有逾10,000人口的地區
- 布里斯托尔 (田纳西州)（主要城市）
- 布里斯托爾 (維吉尼亞州)（主要城市）
- 布卢明代尔（普查规定居民点）
- 伊丽莎白顿
- 格林維爾

## 姊妹城市
- 瓜蘭達
- 德国 特羅
- 俄羅斯 雷賓斯克
- 瑞典 龙讷比